# Emscherbrücke Parsevalstraße/Lindberghstraße

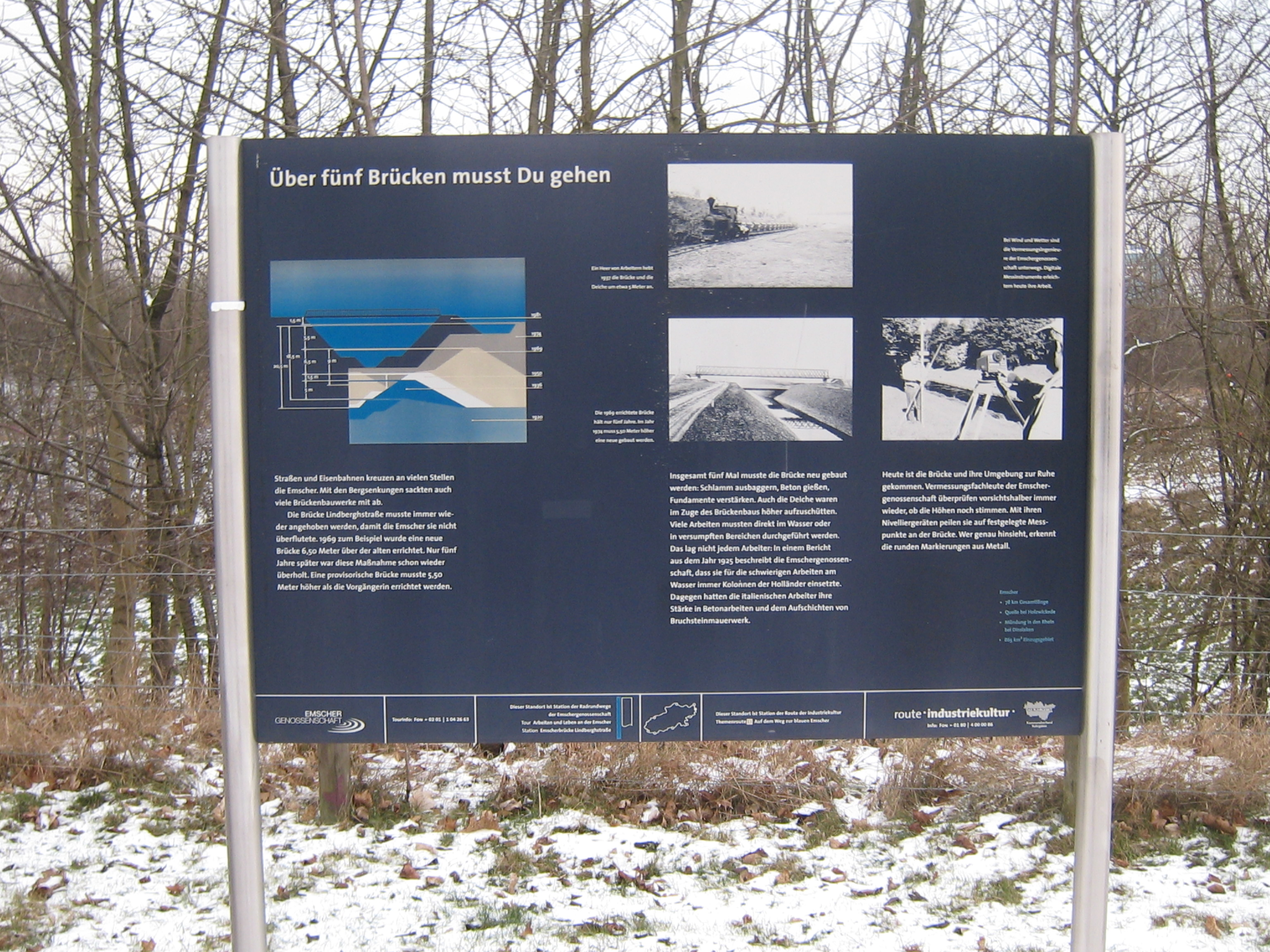
Infotafel zur Emscherbrücke Parsevalstraße / Lindberghstraße

Die Emscherbrücke Parsevalstraße/Lindberghstraße ist eine Straßenbrücke über die Emscher im Dortmunder Stadtteil Deusen.
Die Straßenbrücke der Lindberghstraße (früher Parsevalstraße) ist die fünfte Brücke an dieser Stelle seit 1920. Als Folge extremer Bergsenkungen durch den Kohlenabbau in der Zeche Hansa sackte der Untergrund zwischen 1968 und 1980 um 13 Meter ab. Auch die Straßenbrücke der Parsivalstraße sackte mehrfach im Laufe der Jahrzehnte ab und musste durch einen Neubau ersetzt werden.
1981 wurde das heutige Bauwerk an dem mittlerweile in Lindberghstraße umbenannten Verkehrsweg errichtet. Weitere Bergsenkungen sind voraussichtlich nicht mehr zu befürchten.